# Metamorpha didoides
Metamorpha didoides är en fjärilsart som beskrevs av Konrad Fiedler 1931. Metamorpha didoides ingår i släktet Metamorpha och familjen praktfjärilar. Inga underarter finns listade i Catalogue of Life.